# Crystal Space
Crystal Space 3D — открытый кроссплатформенный, портативный игровой 3D движок, написанный на C++. Работает с большинством графических 3D карт. Поддержка OpenGL, дополнительных возможностей, таких как шейдеры и системы освещения, физика, 3D звуки, наложение анимации, позволяет добавлять динамическое освещение и т. д. Предусмотрен скриптинг (Python, Lua и другие языки).
Движок поддерживает Microsoft Windows, GNU/Linux, UNIX, и macOS. Планируется поддержка Android. В феврале 2003 года был проектом месяца на SourceForge.

## Дизайн движка
Crystal Space 3D написан на объектно-ориентированном языке программирования C++. Состоит из целого ряда независимых модулей. Клиентские программы могут использовать плагины, такие как трехмерная визуализация OpenGL, путём их регистрации в Crystal Space с помощью Shared Class Facility (SCF).

## 3D редактор
Для трехмерного движка Crystal Space 3D существует редактор мира AresEd. Редактор имеет версии для GNU/Linux (32/64) и Windows. Последняя выпущенная версия редактора имеет номер 0.0.2. В состав AresEd также входит плеер для просмотра демосцен поставляющиеся вместе с редактором. Для нормального запуска AresEd на Windows платформе потребуется установить дополнительные библиотеки.